# 쿠웨이트시티
쿠웨이트시티(아랍어: مدينة الكويت 마디나트알쿠와잇[*], 영어: Kuwait City)는 쿠웨이트의 수도이다. 인구는 191,000명이고 쿠웨이트의 가장 큰 도시이다. 시내에는 정부 청사나 기업 본사, 금융기관의 본점, 쿠웨이트 타워 등이 있다.
교통 기관으로는 쿠웨이트 국제공항, 슈웨이크 항, 남쪽으로 50km의 페르시아만에 위치한 아흐마디 항이 있다.

## 역사
1613년, 쿠웨이트의 읍락도시는 오늘 날의 쿠웨이트 시에 세워졌다. 1716년, 바니 우트바흐가 쿠웨이트에 정착을 했다. 우트바흐가 도착할 당시에, 쿠웨이트는 소수의 어부가 거주를 했고, 주로 어촌으로서의 역할을 했다. 18세기에, 쿠웨이트는 인도와 무스카트, 바그다드 그리고 아라비아를 연결하는 물류의 집산지로 빠르게 번영했다. 1700년대 중반, 쿠웨이트는 이미 페르시아 만에서 알레포로 가는 주요 무역로로서의 지위를 확립하고 있었다. 1990년 걸프 전쟁 때 이라크군이 도시를 침공하여 점령했지만 1991년 다국적군이 탈환했다.

## 지리
쿠웨이트 시는 자연적으로 깊은 수심을 가지는 쿠웨이트 만에 위치해 있다. 쿠웨이트 인구의 90% 이상이 쿠웨이트 만 해안 지역에 집중되어 살고 있다. 이 나라는 일반적으로 낮은 지형이며, 가장 높은 지역이 해발 306m에 이른다.

## 교통
주요 교통 시설로는 쿠웨이트 국제공항, 슈웨이크 항구, 50km 남쪽 페르시아만에 아마디 항구가 있다.

## 경제
쿠웨이트는 석유 기반의 경제를 가지고 있으며, 석유와 비료가 주요 수출 품목이다. 쿠웨이트 디나르 세계에서 가장 높은 값의 통화이다. 석유는 GDP의 거의 절반을, 수출 수입과 정부 수입의 90%를 차지한다. 쿠웨이트 증권거래소는 아랍권에서 두번째로 거대한 증권 시장이다.

## 기후
사막기후(BW)에 속해 연중 기온이 높고, 강수량은 적다. 기온의 일교차가 연중 10 °C 이상으로 크다. 여름철(4월~10월경)은 6~9월에 강수가 거의 없다. 월 평균 강수일수가 0.0일이다. 가장 더운 날에는 하루 중 최고기온이 40 ~ 50 °C 전후까지 올라가며, 밤에는 페르시아 연안에 위치하여 기온이 내려가지 않아 일 최저 기온이 30 °C 이하로 내려가지 않는 날이 많다. 한편, 겨울은 일 평균기온이 20 °C를 밑돌기 때문에 온화한 기후이다. 또한 북극 방면에서 오는 한기의 영향으로 비가 내리기 때문에, 11월~4월의 월 평균 강수일수는 4~6일정도이다.
| 쿠웨이트시티의 기후                                                                     | 쿠웨이트시티의 기후 | 쿠웨이트시티의 기후 | 쿠웨이트시티의 기후 | 쿠웨이트시티의 기후 | 쿠웨이트시티의 기후 | 쿠웨이트시티의 기후 | 쿠웨이트시티의 기후 | 쿠웨이트시티의 기후 | 쿠웨이트시티의 기후 | 쿠웨이트시티의 기후 | 쿠웨이트시티의 기후 | 쿠웨이트시티의 기후 | 쿠웨이트시티의 기후 |
| 월                                                                                      | 1월                 | 2월                 | 3월                 | 4월                 | 5월                 | 6월                 | 7월                 | 8월                 | 9월                 | 10월                | 11월                | 12월                | 연간                |
| --------------------------------------------------------------------------------------- | ------------------- | ------------------- | ------------------- | ------------------- | ------------------- | ------------------- | ------------------- | ------------------- | ------------------- | ------------------- | ------------------- | ------------------- | ------------------- |
| 역대 최고 기온 °C (°F)                                                                  | 30.6 (87.1)         | 35.8 (96.4)         | 44.4 (111.9)        | 44.3 (111.7)        | 49.0 (120.2)        | 51.5 (124.7)        | 52.1 (125.8)        | 51.5 (124.7)        | 49.0 (120.2)        | 45.2 (113.4)        | 39.6 (103.3)        | 30.6 (87.1)         | 52.1 (125.8)        |
| 일평균 최고 기온 °C (°F)                                                                | 19.6 (67.3)         | 22.1 (71.8)         | 26.5 (79.7)         | 32.7 (90.9)         | 39.9 (103.8)        | 45.1 (113.2)        | 46.6 (115.9)        | 46.4 (115.5)        | 43.0 (109.4)        | 36.1 (97.0)         | 27.1 (80.8)         | 21.6 (70.9)         | 33.6 (92.5)         |
| 일일 평균 기온 °C (°F)                                                                  | 13.5 (56.3)         | 15.3 (59.5)         | 19.8 (67.6)         | 25.9 (78.6)         | 32.6 (90.7)         | 37.2 (99.0)         | 38.7 (101.7)        | 38.2 (100.8)        | 34.7 (94.5)         | 28.4 (83.1)         | 20.8 (69.4)         | 15.3 (59.5)         | 27.2 (81.0)         |
| 일평균 최저 기온 °C (°F)                                                                | 7.6 (45.7)          | 9.1 (48.4)          | 13.3 (55.9)         | 19.1 (66.4)         | 24.9 (76.8)         | 28.7 (83.7)         | 30.4 (86.7)         | 29.7 (85.5)         | 26.1 (79.0)         | 20.7 (69.3)         | 14.2 (57.6)         | 9.2 (48.6)          | 19.5 (67.1)         |
| 역대 최저 기온 °C (°F)                                                                  | −4.0 (24.8)         | −3.3 (26.1)         | −0.1 (31.8)         | 6.9 (44.4)          | 14.4 (57.9)         | 17.3 (63.1)         | 21.1 (70.0)         | 20.6 (69.1)         | 16.0 (60.8)         | 9.4 (48.9)          | 0.7 (33.3)          | −6.0 (21.2)         | −6.0 (21.2)         |
| 평균 강우량 mm (인치)                                                                   | 30.2 (1.19)         | 10.5 (0.41)         | 18.2 (0.72)         | 11.5 (0.45)         | 0.4 (0.02)          | 0.0 (0.0)           | 0.0 (0.0)           | 0.0 (0.0)           | 0.0 (0.0)           | 1.4 (0.06)          | 18.5 (0.73)         | 25.5 (1.00)         | 116.2 (4.57)        |
| 평균 강우일수 (≥ 0.1 mm)                                                                | 5                   | 3                   | 3                   | 1                   | 0                   | 0                   | 0                   | 0                   | 0                   | 1                   | 3                   | 3                   | 19                  |
| 평균 월간 일조시간                                                                      | 198.1               | 222.5               | 217.6               | 229.3               | 272.5               | 304.5               | 307.1               | 301.6               | 285.1               | 252.2               | 216.5               | 193.5               | 3,000.5             |
| 평균 일일 일조시간                                                                      | 7.1                 | 7.7                 | 7.5                 | 7.9                 | 9.4                 | 10.5                | 10.6                | 10.8                | 10.2                | 9.0                 | 7.7                 | 6.9                 | 8.8                 |
| 가능 일조율                                                                             | 68                  | 69                  | 63                  | 62                  | 69                  | 77                  | 76                  | 78                  | 77                  | 79                  | 72                  | 67                  | 72                  |
| 출처 1: Météo Climat (평년값: 1991년~2020년, 극값: 1956년~현재)                         |                     |                     |                     |                     |                     |                     |                     |                     |                     |                     |                     |                     |                     |
| 출처 2: 세계기상기구 (강우량: 1994년~2008년), 미국 해양대기청 (일조시간: 1961년~1990년) |                     |                     |                     |                     |                     |                     |                     |                     |                     |                     |                     |                     |                     |

## 문화

### 극장
쿠웨이트는 자생적인 극장 전통으로 잘 알려져 있다. 쿠웨이트는 걸프 만에서 극장의 전통을 가지고 있는 유일한 나라이다. 쿠웨이트의 아랍 극장 운동은 쿠웨이트의 아랍적 문화 생활의 상당한 부분을 차지한다. 쿠웨이트에서의 극장 활동운 1920년대 시작되었으며, 이때 최초의 유성극이 출시되었다. 극장 활동은 오늘 날에도 여전히 인기가 있다.

### 드라마
쿠웨이트의 드라마는 아랍세계에서 가장 많이 보는 드라마이다. 대부분의 칼리지 드라마는 쿠웨이트를 기반으로 하고 있다. 비록 보통 쿠웨이트 방언으로 연기를 하지만, 어떤 쿠웨이트 드라마는 멀리 튀니지까지 성공적으로 방영되고 있다.

### 스포츠
- 쿠웨이트 SC (축구)

## 화보

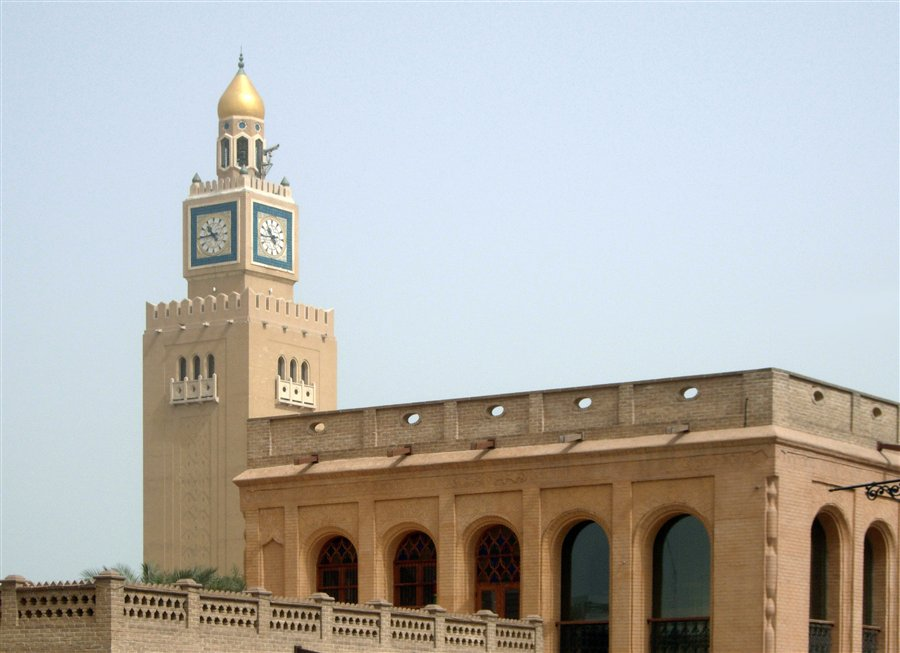
세이프 왕궁
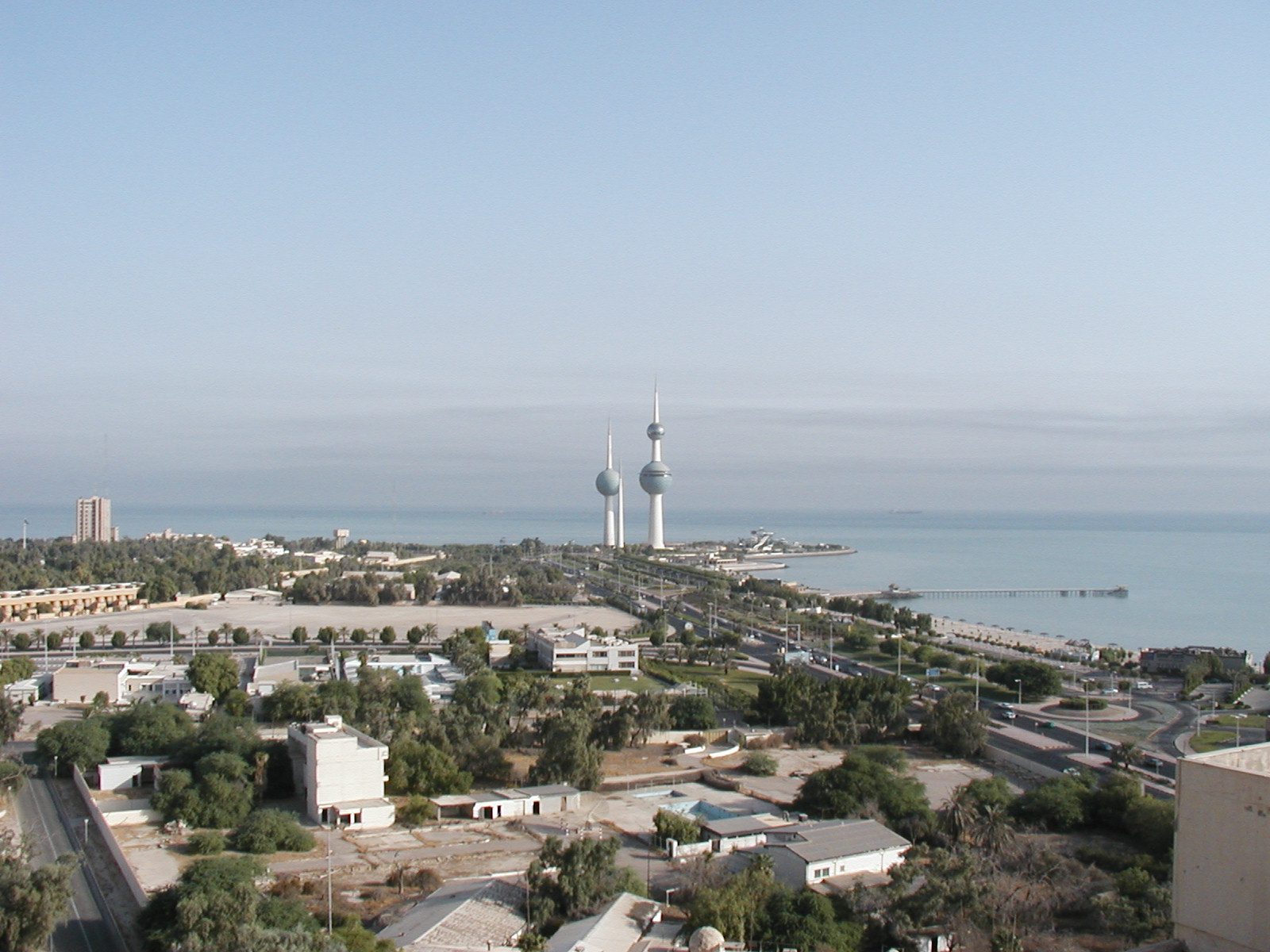
쿠웨이트 타워
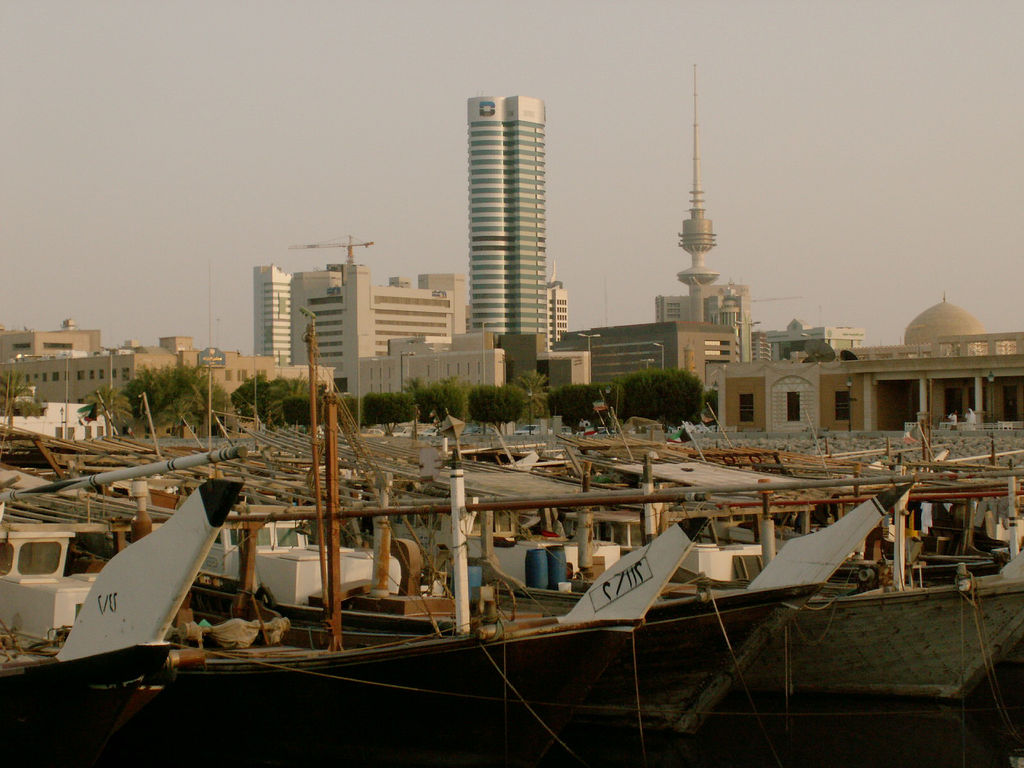
시의 스카이라인
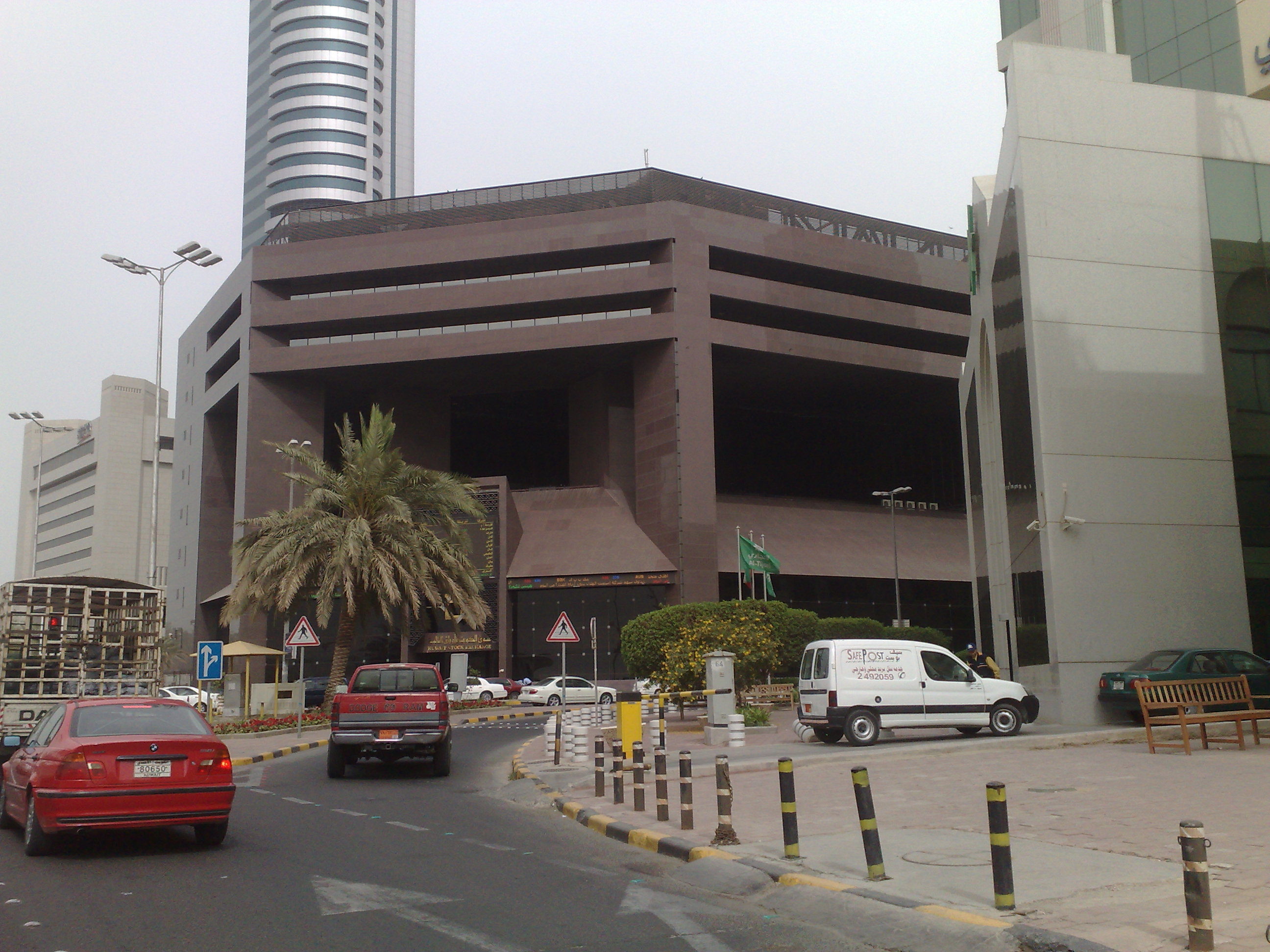
쿠웨이트 증권거래소

## 같이 보기
- 아시아의 자매 도시 목록